# Conradspättken

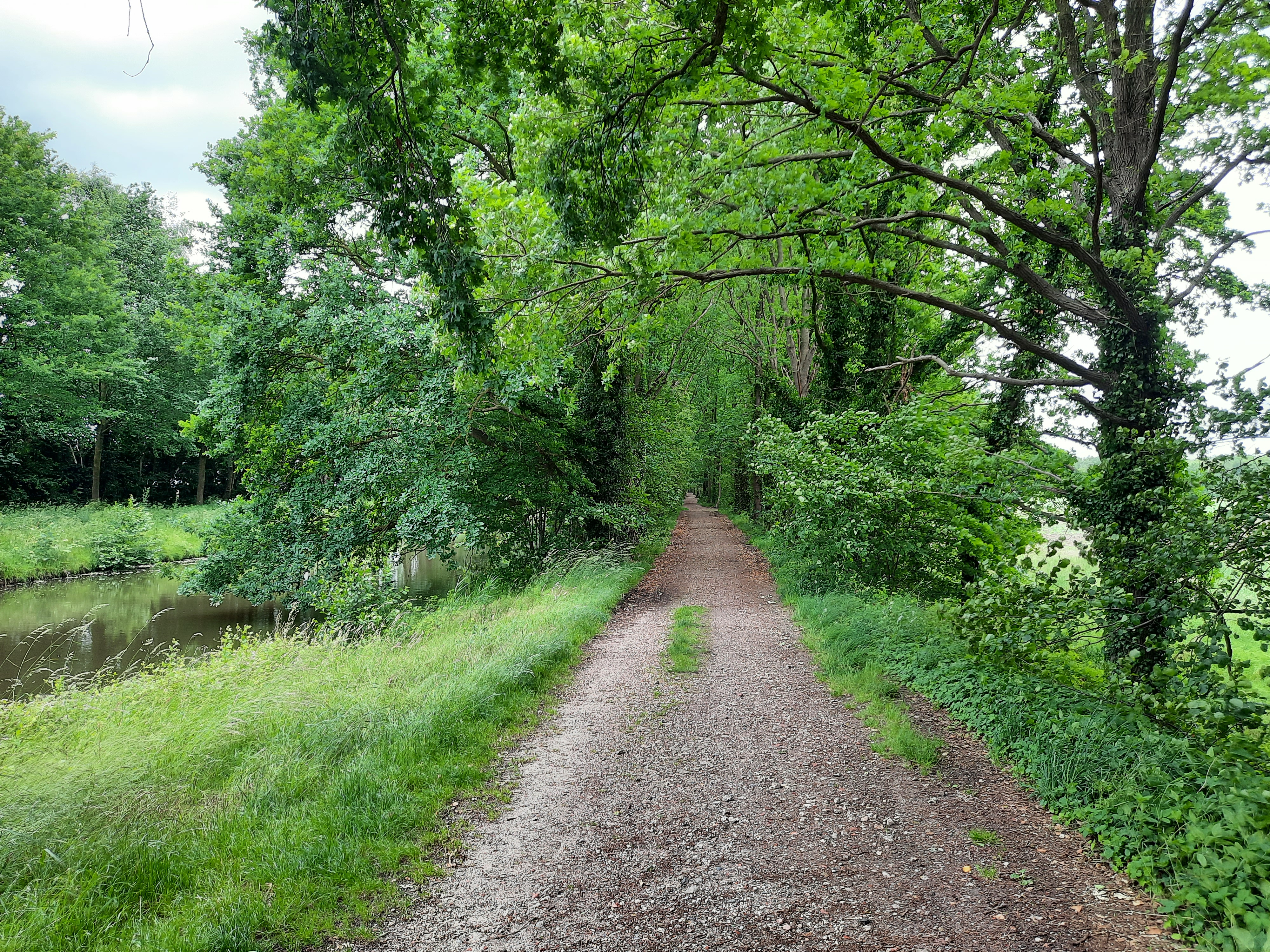
Conradspättken am Ems-Vechte-Kanal

Das Conradspättken ist Teil eines alten Handelsweges der Leinenkaufleute (Tödden oder Tüötten) sowie ein lokal bedeutsamer ehemaliger Treidelpfad am Ems-Vechte-Kanal im Nordhorner Stadtteil Bookholt. Das Conradspättken war Teil einer alternativen Handelsroute aus dem Tecklenburger Land, den die Tödden benutzten, um ihr am Herkunftsort hergestelltes Leinen und andere Waren in den Niederlanden zu verkaufen. Diese alternative Handelsroute etablierte sich, da der althergebrachte Handelsweg der Tödden, der Töddenweg (auch Tüöttenweg), die als Handelsplatz im Laufe der Zeit immer stärker an Bedeutung gewinnende Stadt Nordhorn nicht tangierte.

## Geschichte
Die Herkunft des Namens ist ungeklärt. Einer Erklärung zufolge erhielt das Conradspättken seinen Namen durch den regional bekannten Tödden namens Conrad, einem saisonal wandernden Kaufmann und Hausierer, der ursprünglich aus dem Bergischen Land stammte, welcher diesen Weg zur Hochzeit des Töddenhandels auf seinen Handelstouren regelmäßig beging. Eine alternative Erklärung nimmt an, dass der Name dieses Weges vom Mettinger Großhändler Conrad Moormann herrührt, der auch im Bereich der Grafschaft Bentheim intensiv mit Waren handelte bzw. durch seine Abgesandten Handel betreiben ließ. Im Volksmund ist die Bezeichnung für diesen Weg noch heute geläufig. Das „Pättken“ des Kompositums bezieht sich auf den mundartlichen, speziell vor allem Münsterländer Ausdruck für einen kleinen Pfad.

## Beschreibung
Der Weg besitzt einen naturbelassenen Untergrund, der stark von Baumwurzeln durchsetzt ist. Eine Besonderheit des Conradspättkens ist die ihn begleitende dichte Allee aus Ebereschen, in die vereinzelt Stieleichen, Linden und Birken eingestreut sind.
Heute wird das Conradspättken vor allem zu Erholungszwecken (Spazierengehen, Joggen) genutzt. Der unmittelbare Zugang des Conradspättkens zum Ufer des Ems-Vechte-Kanals bietet Möglichkeiten für Angler und Kanuten.

## Vegetation

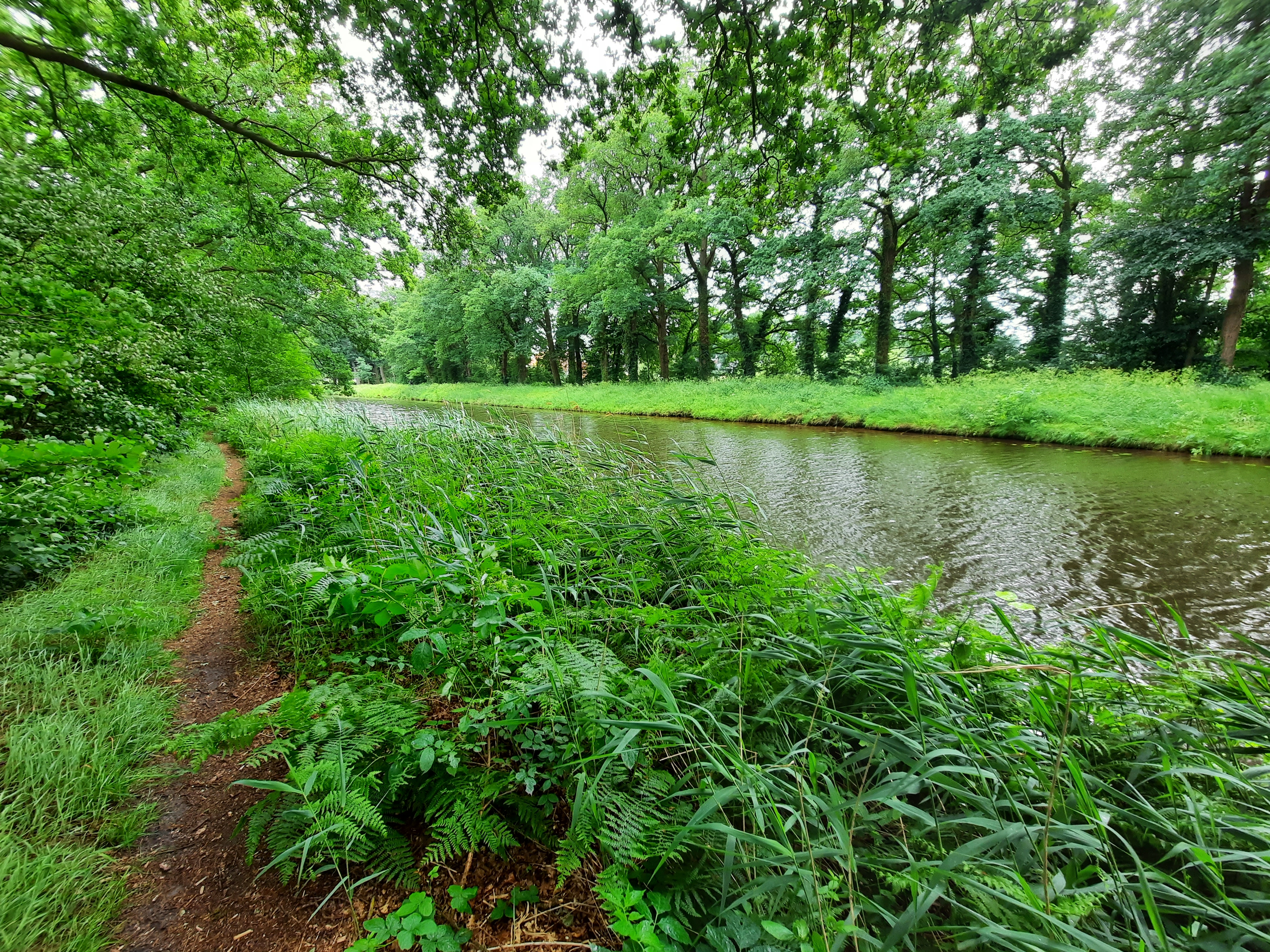
Ems-Vechte-Kanal
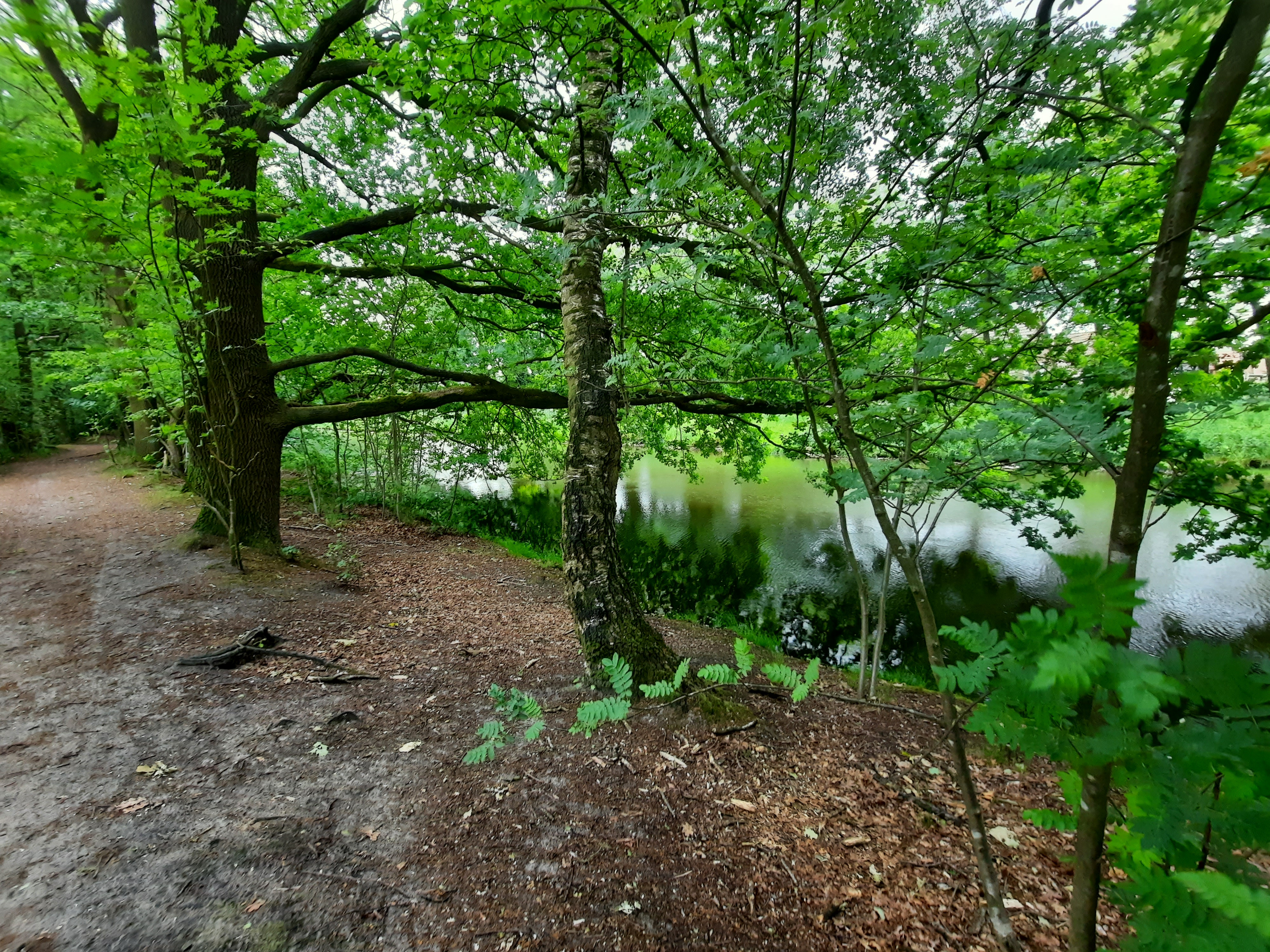
Conradspättken am Ems-Vechte-Kanal
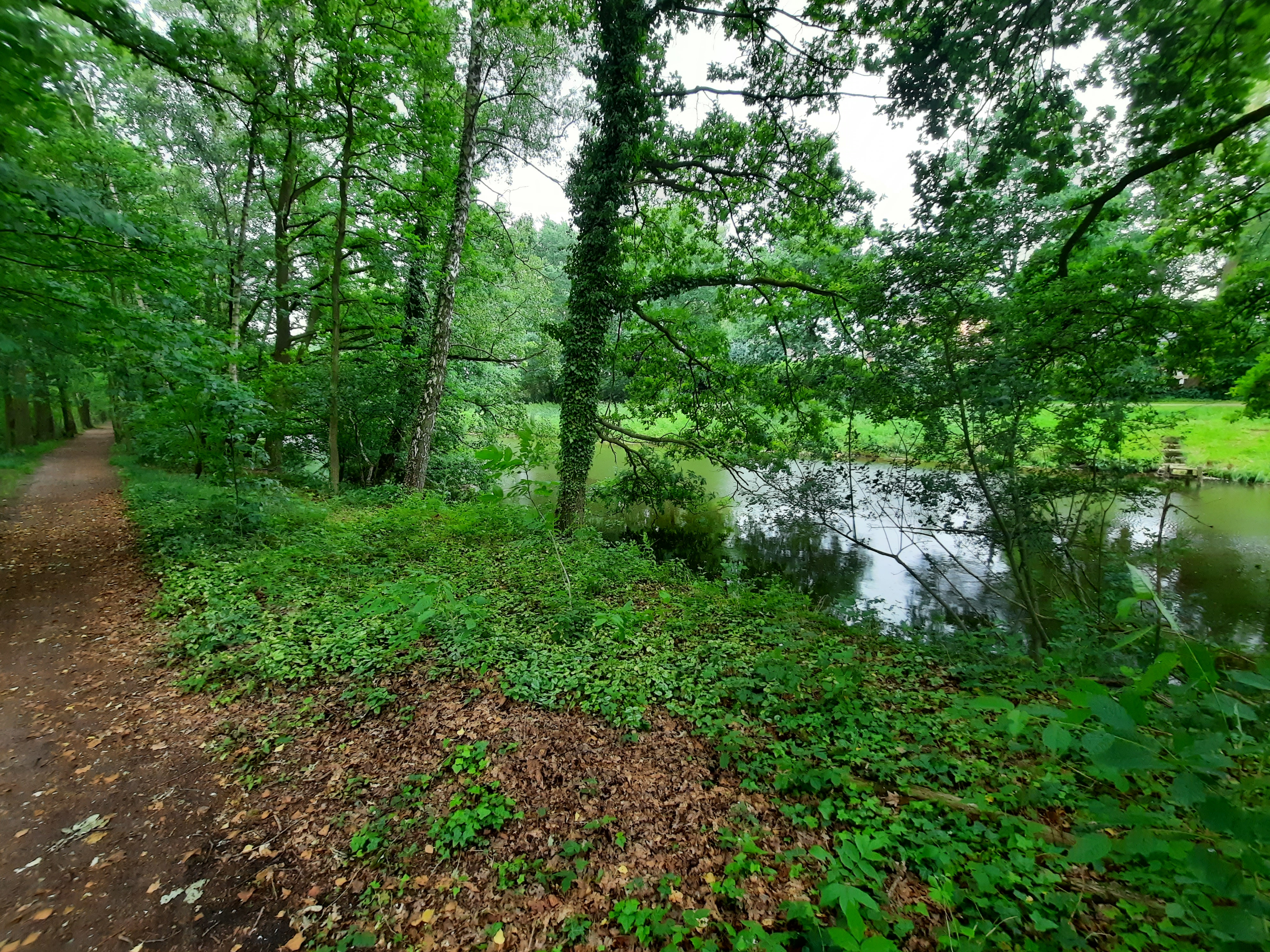
Conradspättken am Ems-Vechte-Kanal
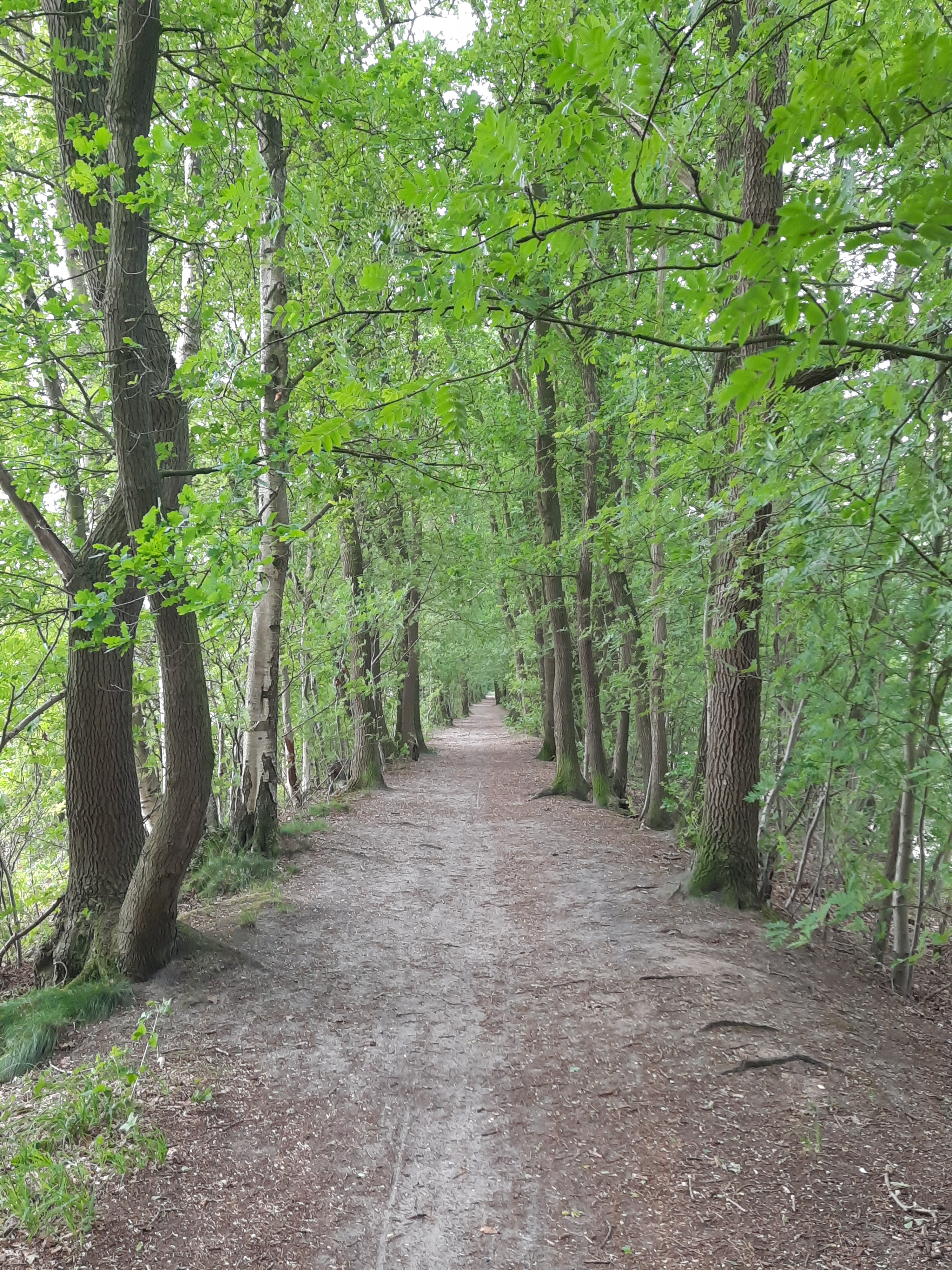
Baumallee am Conradspättken
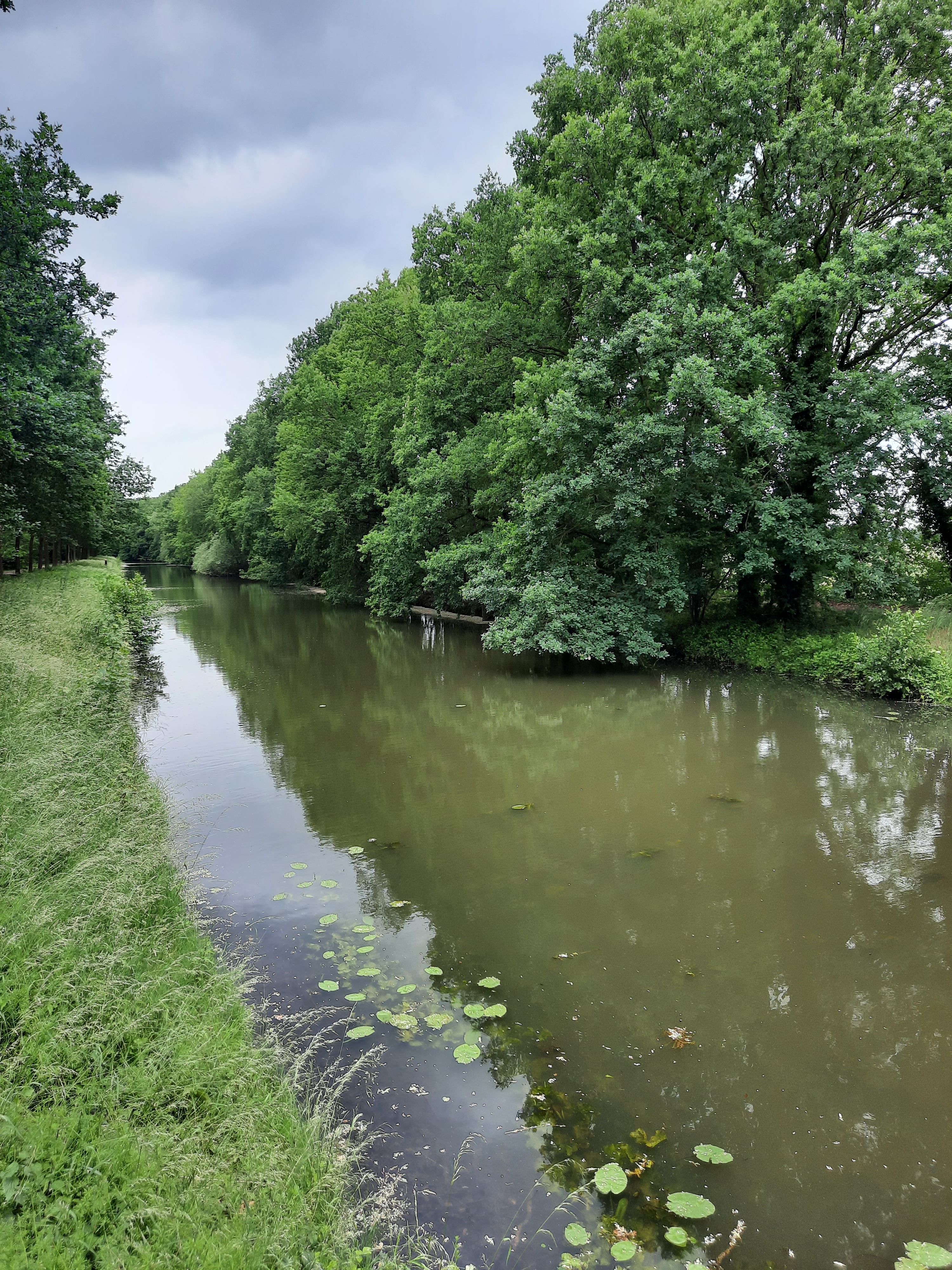
Ems-Vechte-Kanal im Bereich des Conradpättkens